# ブリアル鉱
ブリアル鉱（ブリアルこう、Briartite）は、金属質で不透明な鉄灰色の硫化鉱物である。組成はCu2(Zn,Fe)GeS4で、痕跡量のGaとSnを含み、他のゲルマニウム-ガリウム含有硫化物の封入体として見られる。
1985年にFrancotteらによりコンゴ共和国キプシのプリンス・レオポール鉱山で発見され、キプシの地層の形成を研究したベルギーの地質学者ガストン・ブリアルの名前に因んで命名された。
ナミビア、ブルガリア、フィンランド、フランス、ギリシア、グリーンランド、ルーマニア、スペイン、アメリカ、ザンビアでも見つかっている。